# 十田撓子
十田撓子（とだ とうこ、Toko Toda）は、日本の詩人・作家。。

## 略歴
十田撓子は、秋田県鹿角市生まれ、東京女子大学を経て、日本大学大学院芸術学研究科に学ぶ。彼女の詩集『銘度利加』は、第23回中原中也賞の最終候補に選ばれ、第68回H氏賞を受賞した。

## 受賞歴
- H氏賞：『銘度利加』で受賞[4](2018)
- 中原中也賞：『銘度利加』で最終候補[5](2018)

## 単行本
- 『銘度利加』思潮社 2017
- 『あさつなぎ』Le Petit Nomade 2024

## 作品と影響
十田は在学中、フランス文学を学び、大久保敏彦の指導を受けていた。一方、ドイツ文学者でありニーチェ研究者の眞田収一郎にも学び、眞田の晩年まで師弟関係は続いた。H氏賞受賞時には眞田を父として献辞を述べている。秋田の詩人・今川洋、山形一至らの勧めで、2010年頃より自作を公にするようになった。詩誌『密造者』同人（2014-2020頃）。
第一詩集の表題でもある『銘度利加』（めとりか）とはロシア語の“МЕТРИКА”のことで、明治時代に日本へもたらされたロシア正教の信徒名簿を意味する。

## 著書
- 『銘度利加』思潮社、2017年12月
- 『あさつなぎ』Le Petit Nomade、2024年11月
- 『時を越えあきた 森の巨人と水の旅人』 共著・秋田テレビ、2019年10月

| スタブアイコン | サブスタブ | この項目は、まだ閲覧者の調べものの参照としては役立たない、文人（小説家・詩人・歌人・俳人・作詞家・作家・放送作家・随筆家（コラムニスト）・文芸評論家）に関連した書きかけの項目です。この項目を加筆・訂正などしてくださる協力者を求めています（P:文学/PJ:作家）。 |

関連作品
小川類：歌曲『銘度利加』2023年